# Začasno hokejsko drsališče Tivoli
Začasno hokejsko drsališče Tivoli je bilo hokejsko drsališče pod Cekinovim gradom na teniških igriščih Ilirije, kjer je HK Olimpija (starejša imena SK Ilirija, HK Udarnik, HK Triglav, HK Enotnost in HK Ljubljana) igrala domače tekme od leta 1929 do izgradnje umetnega drsališča in Hale Tivoli sredi šestdesetih let. Ker so bila drsališče le z vodo zalita teniška igrišča, je bilo odvisno od dovolj hladnih temperatur, zaradi česar je imel hokejski klub stalno velike težave s treningi in tudi tekmami. Zaradi tega je Olimpija začela zaostajati za tekmeci v jugoslovanski ligi, predvsem klubi KHL Mladost Zagreb, HK Partizan Beograd, S.D. Zagreb in HK Jesenice.